# Encyklopedia rolnicza
Encyklopedya rolnicza wydawana staraniem i nakładem Muzeum Przemysłu i Rolnictwa w Warszawie – jedenastotomowa, ilustrowana, polska encyklopedia poświęcona tematyce rolniczej, która wydana została w latach 1890-1902 w Warszawie przez Muzeum Przemysłu i Rolnictwa w Warszawie .

## Historia
Encyklopedia miała charakter pracy zbiorowej. Opracował ją komitet redakcyjny w składzie: red. nacz. Jerzy Alexandrowicz, Władysław Andrychiewicz, Stanisław Chaniewski, Franciszek Czarnomski, Maksymilian Dobrski, prof. Stanisław Dawid, dr Kami Godlewski, Ludwik Górski, dr Franciszek Górski, dr T. Jackowski, A. Janasz, Edmund Jankowski, Stanisław Jentys, Józef Jeziorański i inni  .

## Opis
Wydanych zostało 11 tomów - I-XI w zeszytach 1–106. Opublikowano :
- T. I. (A – Chirurgja), (867 s.), Warszawa 1890[3] ,
- T. II. (Chleb – Esparceta), (918 s.), Warszawa 1891,
- T. III. (Fabr. nawozów sztucz. – Handel inw. żyw.), (778 s.), Warszawa 1894,
- T. IV. (Handel spirytusem – Karczowanie), (762 s.), Warszawa 1895[2] ,
- T. V. (Kardy – Ludność rolnicza), (798 s.), Warszawa 1895,
- T. VI. (Łąki – Mleko), (834 s.), Warszawa 1896,
- T. VII. (Młocarnia – Nawozy), (761 s.), Warszawa 1898,
- T. VIII. (Nawożenie – Piwowarstwo), (713 s.), 6 tabl. chromolitografie, Warszawa 1899,
- T. IX. (Plenipotencya – Serowarstwo), (848 s.), Warszawa 1900,
- T. X. (Siano – Wełnictwo), (731 s.), Warszawa 1901,
- T. XI. (Węgiel – Żywokost), (392 s.) + (w większości egzemplarzy brakujący) Skorowidz (XCVII s.), Warszawa 1902.